# Coupe du monde de football des moins de 17 ans 1999
Navigation
Égypte 1997 Trinité-et-Tobago 2001
La Coupe du monde de football des moins de 17 ans 1999 est la huitième édition de la coupe du monde de football des moins de 17 ans dont la phase finale se déroule en Nouvelle-Zélande du 10 au 27 novembre 1999. Seuls les joueurs nés après le 1er janvier 1982 peuvent participer au tournoi. C'est le premier tournoi organisé en Océanie.
Le Brésil devient la première équipe à conserver le trophée, grâce à une séance de tirs au but victorieuse contre l'Australie en finale, après un match nul et vierge après prolongation. Le dernier carré est complété par une équipe africaine, le Ghana, troisième, et emmenée par le meilleur buteur du tournoi, Ishmael Addo avec un total de 7 réalisations, et la sélection des États-Unis qui compte en son sein Landon Donovan et DaMarcus Beasley, désignés à l'issue de la compétition co-meilleurs joueurs du tournoi en compagnie de l'Uruguayen Alvaro Meneses.
L'Argentine est la grande absente de la phase finale, tout comme le Nigéria. Les sélections du Burkina Faso, du Paraguay et de Jamaïque participent au tournoi pour la première fois, tandis que le Qatar permet au Golfe Persique d'avoir un représentant en quart de finale pour la 6e fois en 8 éditions.

## Qualification
Les 16 équipes qualifiées pour le tournoi :
- Nouvelle-Zélande - Pays organisateur
- Afrique (CAF) : Coupe d'Afrique des nations des moins de 17 ans 1999
  -  Ghana - Vainqueur
  -  Burkina Faso - Finaliste
  -  Mali - Troisième
- Asie (AFC) : Coupe d'Asie des nations de football des moins de 16 ans 1998
  -  Thaïlande - Vainqueur
  -  Qatar - Finaliste
- Amérique du Nord et centrale (CONCACAF) : Championnat d'Amérique du Nord, centrale et Caraïbe de football des moins de 17 ans 1999
  -  Mexique
  -  États-Unis
  -  Jamaïque
- Amérique du Sud (CONMEBOL) : Championnat des moins de 17 ans de la CONMEBOL 1999
  -  Brésil - Vainqueur
  -  Paraguay - Finaliste
  -  Uruguay - Troisième
- Europe (UEFA) : Championnat d'Europe de football des moins de 17 ans 1999
  -  Espagne - Vainqueur
  -  Pologne - Finaliste
  -  Allemagne - Troisième
- Océanie (OFC) : Tournoi qualificatif de l'OFC des moins de 17 ans 1999
  -  Australie - Vainqueur du barrage AFC/OFC face au 3e de la Coupe d'Asie, le Bahreïn

## Phase finale

### Premier tour

#### Groupe A
Lors du match d'ouverture, 14 103 spectateurs prennent place dans le jeune stade du North Harbour Stadium à Auckland. David Mulligan permet d'ouvrir la marque pour l'équipe locale face au recordman de participation (huit sur huit), les États-Unis. Mulligan permet aux jeunes All Whites de faire mieux que leur prédécesseur de 1997 (trois défaites, aucun but marqué et vingt encaissés). En seconde mi-temps, en cinq minutes, les Américains passent définitivement devant.
Après un prévisible revers face à l'Uruguay (5-0), les locaux décrochent leur première victoire contre la Pologne (2-1), première victoire en quinze matchs d'une sélection néo-zélandaise lors d'une phase finale FIFA. Les Polonais, vice-champion d'Europe et fort d'une préparation de trois ans, espéraient mieux qu'une élimination au premier tour.
| Classement final : |                  |     |   |   |   |   |    |    |      |
|                    | Équipe           | Pts | J | G | N | P | BP | BC | Diff |
| 1                  | États-Unis       | 7   | 3 | 2 | 1 | 0 | 4  | 2  | +2   |
| 2                  | Uruguay          | 4   | 3 | 1 | 1 | 1 | 6  | 2  | +4   |
| 3                  | Nouvelle-Zélande | 3   | 3 | 1 | 0 | 2 | 3  | 8  | -5   |
| 4                  | Pologne          | 2   | 3 | 0 | 2 | 1 | 3  | 4  | -1   |

| 10 novembre | États-Unis       | 2 | 1 | Nouvelle-Zélande |
| 11 novembre | Uruguay          | 1 | 1 | Pologne          |
| 13 novembre | Uruguay          | 5 | 0 | Nouvelle-Zélande |
|             | États-Unis       | 1 | 1 | Pologne          |
| 16 novembre | Nouvelle-Zélande | 2 | 1 | Pologne          |
|             | États-Unis       | 1 | 0 | Uruguay          |

1re journée
| 10 novembre 1999 | États-Unis                 | 2 - 1 | Nouvelle-Zélande | North Harbour Stadium, Auckland                 |                                                 |
| 19:30            | Thompson 69e · Donovan 74e |       | Mulligan 16e     | Spectateurs : 14 103 Arbitrage : Wolfgang Stark | Spectateurs : 14 103 Arbitrage : Wolfgang Stark |
| 19:30            | (Rapport)                  |       |                  | Spectateurs : 14 103 Arbitrage : Wolfgang Stark | Spectateurs : 14 103 Arbitrage : Wolfgang Stark |

| 11 novembre 1999 | Uruguay     | 1 - 1 | Pologne   | North Harbour Stadium, Auckland               |                                               |
| 19:30            | Alvarez 46e |       | Madej 51e | Spectateurs : 3 623 Arbitrage : Hicham Guirat | Spectateurs : 3 623 Arbitrage : Hicham Guirat |
| 19:30            | (Rapport)   |       |           | Spectateurs : 3 623 Arbitrage : Hicham Guirat | Spectateurs : 3 623 Arbitrage : Hicham Guirat |

2e journée
| 13 novembre 1999 | Uruguay                                                             | 5 - 0 | Nouvelle-Zélande | North Harbour Stadium, Auckland                   |                                                   |
| 13:45            | Lapolla 42e · Peralta 45+1e · Leal 63e · Martinez 71e · Meneses 77e |       |                  | Spectateurs : 10 265 Arbitrage : Costas Kapitanis | Spectateurs : 10 265 Arbitrage : Costas Kapitanis |
| 13:45            | (Rapport)                                                           |       |                  | Spectateurs : 10 265 Arbitrage : Costas Kapitanis | Spectateurs : 10 265 Arbitrage : Costas Kapitanis |

| 13 novembre 1999 | États-Unis         | 1 - 1 | Pologne          | North Harbour Stadium, Auckland                       |                                                       |
| 16:00            | Donovan 89e (pen.) |       | Madej 43e (pen.) | Spectateurs : 10 265 Arbitrage : Robert Troxier Ayala | Spectateurs : 10 265 Arbitrage : Robert Troxier Ayala |
| 16:00            | (Rapport)          |       |                  | Spectateurs : 10 265 Arbitrage : Robert Troxier Ayala | Spectateurs : 10 265 Arbitrage : Robert Troxier Ayala |

3e journée
| 16 novembre 1999 | Nouvelle-Zélande          | 2 - 1 | Pologne          | North Harbour Stadium, Auckland                    |                                                    |
| 18:00            | Mulligan 53e · Pearce 64e |       | Mierzejewski 88e | Spectateurs : 7 643 Arbitrage : Edgar Rangel Perez | Spectateurs : 7 643 Arbitrage : Edgar Rangel Perez |
| 18:00            | (Rapport)                 |       |                  | Spectateurs : 7 643 Arbitrage : Edgar Rangel Perez | Spectateurs : 7 643 Arbitrage : Edgar Rangel Perez |

| 16 novembre 1999 | États-Unis | 1 - 0 | Uruguay | North Harbour Stadium, Auckland                |                                                |
| 20:15            | Onyewu 90e |       |         | Spectateurs : 7 643 Arbitrage : Kyros Vassaras | Spectateurs : 7 643 Arbitrage : Kyros Vassaras |
| 20:15            | (Rapport)  |       |         | Spectateurs : 7 643 Arbitrage : Kyros Vassaras | Spectateurs : 7 643 Arbitrage : Kyros Vassaras |

#### Groupe B
Fort de leur ossature "Barcelone-Madrid", les Espagnols champions d'Europe des moins de 16 ans se voient déjà sur le trône planétaire aux côtés de leur aînés champions du monde des moins de 20 ans quelques mois plus tôt. Après un match nul face aux Ghanéens (1-1) et un carton contre le Thaïlande (6-0) l'Espagne chute contre le Mexique (1-0) et se fait sortir du tournoi dès le premier tour.
| Classement final : |           |     |   |   |   |   |    |    |      |
|                    | Équipe    | Pts | J | G | N | P | BP | BC | Diff |
| 1                  | Ghana     | 7   | 3 | 2 | 1 | 0 | 12 | 2  | +10  |
| 2                  | Mexique   | 6   | 3 | 2 | 0 | 1 | 5  | 4  | +1   |
| 3                  | Espagne   | 4   | 3 | 1 | 1 | 1 | 7  | 2  | +5   |
| 4                  | Thaïlande | 0   | 3 | 0 | 0 | 3 | 1  | 17 | -16  |

| 11 novembre | Ghana   | 1 | 1 | Espagne   |
|             | Mexique | 4 | 0 | Thaïlande |
| 13 novembre | Espagne | 6 | 0 | Thaïlande |
|             | Ghana   | 4 | 0 | Mexique   |
| 16 novembre | Ghana   | 7 | 1 | Thaïlande |
|             | Mexique | 1 | 0 | Espagne   |

1re journée
| 11 novembre 1999 | Ghana       | 1 - 1 | Espagne      | McLean Park, Napier                           |                                               |
| 16:00            | Mario 90+7e |       | Attiku 45+2e | Spectateurs : 4 000 Arbitrage : Toru Kamikawa | Spectateurs : 4 000 Arbitrage : Toru Kamikawa |
| 16:00            | (Rapport)   |       |              | Spectateurs : 4 000 Arbitrage : Toru Kamikawa | Spectateurs : 4 000 Arbitrage : Toru Kamikawa |

| 11 novembre 1999 | Mexique                                               | 4 - 0 | Thaïlande | McLean Park, Napier                            |                                                |
| 18:15            | Estrada 7e · Galindo 38e · Ramirez 53e · Grijalva 76e |       |           | Spectateurs : 3 950 Arbitrage : Bruce Grimshaw | Spectateurs : 3 950 Arbitrage : Bruce Grimshaw |
| 18:15            | (Rapport)                                             |       |           | Spectateurs : 3 950 Arbitrage : Bruce Grimshaw | Spectateurs : 3 950 Arbitrage : Bruce Grimshaw |

2e journée
| 13 novembre 1999 | Espagne                                                           | 6 - 0 | Thaïlande | McLean Park, Napier                        |                                            |
| 13:45            | Aitor 35e, 44e, 90+1e · Albert 42e · Ernesto 45+1e · Jonathan 80e |       |           | Spectateurs : 5 200 Arbitrage : Noel Bynoe | Spectateurs : 5 200 Arbitrage : Noel Bynoe |
| 13:45            | (Rapport)                                                         |       |           | Spectateurs : 5 200 Arbitrage : Noel Bynoe | Spectateurs : 5 200 Arbitrage : Noel Bynoe |

| 13 novembre 1999 | Ghana                              | 4 - 0 | Mexique | McLean Park, Napier                            |                                                |
| 16:00            | Lamptey 38e, 75e · Attiku 71e, 89e |       |         | Spectateurs : 5 200 Arbitrage : Bruce Grimshaw | Spectateurs : 5 200 Arbitrage : Bruce Grimshaw |
| 16:00            | (Rapport)                          |       |         | Spectateurs : 5 200 Arbitrage : Bruce Grimshaw | Spectateurs : 5 200 Arbitrage : Bruce Grimshaw |

3e journée
| 16 novembre 1999 | Ghana                                                        | 7 - 1 | Thaïlande  | McLean Park, Napier                         |                                             |
| 16:00            | Dong-Bortey 7e, 16e, 50e · Addo 22e, 28e, 52e · Obodai 90+1e |       | Suriya 62e | Spectateurs : 4 056 Arbitrage : Mark Shield | Spectateurs : 4 056 Arbitrage : Mark Shield |
| 16:00            | (Rapport)                                                    |       |            | Spectateurs : 4 056 Arbitrage : Mark Shield | Spectateurs : 4 056 Arbitrage : Mark Shield |

| 16 novembre 1999 | Mexique     | 1 - 0 | Espagne | McLean Park, Napier                          |                                              |
| 18:15            | Vallejo 38e |       |         | Spectateurs : 4 056 Arbitrage : Byron Moreno | Spectateurs : 4 056 Arbitrage : Byron Moreno |
| 18:15            | (Rapport)   |       |         | Spectateurs : 4 056 Arbitrage : Byron Moreno | Spectateurs : 4 056 Arbitrage : Byron Moreno |

#### Groupe C
| Classement final : |           |     |   |   |   |   |    |    |      |
|                    | Équipe    | Pts | J | G | N | P | BP | BC | Diff |
| 1                  | Australie | 6   | 3 | 2 | 0 | 1 | 4  | 3  | +1   |
| 2                  | Brésil    | 5   | 3 | 1 | 2 | 0 | 2  | 1  | +1   |
| 3                  | Allemagne | 2   | 3 | 0 | 2 | 1 | 1  | 2  | -1   |
| 4                  | Mali      | 2   | 3 | 0 | 2 | 1 | 0  | 1  | -1   |

| 12 novembre | Australie | 1 | 2 | Brésil    |
|             | Allemagne | 0 | 0 | Mali      |
| 14 novembre | Australie | 2 | 1 | Allemagne |
|             | Brésil    | 0 | 0 | Mali      |
| 17 novembre | Brésil    | 0 | 0 | Allemagne |
|             | Australie | 1 | 0 | Mali      |

1re journée
| 12 novembre 1999 | Australie      | 1 - 2 | Brésil                               | Queen Elizabeth II Park, Christchurch           |                                                 |
| 13:45            | McAllister 81e |       | Marquinhos 31e · Carlos Henrique 66e | Spectateurs : 6 000 Arbitrage : Tomasz Mikulski | Spectateurs : 6 000 Arbitrage : Tomasz Mikulski |
| 13:45            | (Rapport)      |       |                                      | Spectateurs : 6 000 Arbitrage : Tomasz Mikulski | Spectateurs : 6 000 Arbitrage : Tomasz Mikulski |

| 12 novembre 1999 | Allemagne | 0 - 0 | Mali | Queen Elizabeth II Park, Christchurch        |                                              |
| 16:00            |           |       |      | Spectateurs : 6 000 Arbitrage : Byron Moreno | Spectateurs : 6 000 Arbitrage : Byron Moreno |
| 16:00            | (Rapport) |       |      | Spectateurs : 6 000 Arbitrage : Byron Moreno | Spectateurs : 6 000 Arbitrage : Byron Moreno |

2e journée
| 14 novembre 1999 | Australie                          | 2 - 1 | Allemagne | Queen Elizabeth II Park, Christchurch             |                                                   |
| 13:45            | Cansdell-Sherriff 66e · Byrnes 70e |       | Haas 9e   | Spectateurs : 4 000 Arbitrage : Isaack Abdulkadir | Spectateurs : 4 000 Arbitrage : Isaack Abdulkadir |
| 13:45            | (Rapport)                          |       |           | Spectateurs : 4 000 Arbitrage : Isaack Abdulkadir | Spectateurs : 4 000 Arbitrage : Isaack Abdulkadir |

| 14 novembre 1999 | Brésil    | 0 - 0 | Mali | Queen Elizabeth II Park, Christchurch              |                                                    |
| 16:00            |           |       |      | Spectateurs : 4 000 Arbitrage : Edgar Rangel Perez | Spectateurs : 4 000 Arbitrage : Edgar Rangel Perez |
| 16:00            | (Rapport) |       |      | Spectateurs : 4 000 Arbitrage : Edgar Rangel Perez | Spectateurs : 4 000 Arbitrage : Edgar Rangel Perez |

3e journée
| 17 novembre 1999 | Brésil    | 0 - 0 | Allemagne | Queen Elizabeth II Park, Christchurch         |                                               |
| 13:45            |           |       |           | Spectateurs : 6 500 Arbitrage : Hicham Guirat | Spectateurs : 6 500 Arbitrage : Hicham Guirat |
| 13:45            | (Rapport) |       |           | Spectateurs : 6 500 Arbitrage : Hicham Guirat | Spectateurs : 6 500 Arbitrage : Hicham Guirat |

| 17 novembre 1999 | Australie    | 1 - 0 | Mali | Queen Elizabeth II Park, Christchurch         |                                               |
| 16:00            | McDonald 23e |       |      | Spectateurs : 6 500 Arbitrage : Carlos Batres | Spectateurs : 6 500 Arbitrage : Carlos Batres |
| 16:00            | (Rapport)    |       |      | Spectateurs : 6 500 Arbitrage : Carlos Batres | Spectateurs : 6 500 Arbitrage : Carlos Batres |

#### Groupe D
| Classement final : |              |     |   |   |   |   |    |    |      |
|                    | Équipe       | Pts | J | G | N | P | BP | BC | Diff |
| 1                  | Paraguay     | 7   | 3 | 2 | 1 | 0 | 9  | 2  | +7   |
| 2                  | Qatar        | 6   | 3 | 2 | 0 | 1 | 6  | 3  | +3   |
| 3                  | Burkina Faso | 4   | 3 | 1 | 1 | 1 | 4  | 4  | 0    |
| 4                  | Jamaïque     | 0   | 3 | 0 | 0 | 3 | 0  | 10 | -10  |

| 12 novembre | Burkina Faso | 1 | 0 | Jamaïque     |
|             | Paraguay     | 2 | 0 | Qatar        |
| 14 novembre | Qatar        | 2 | 1 | Burkina Faso |
|             | Paraguay     | 5 | 0 | Jamaïque     |
| 17 novembre | Qatar        | 4 | 0 | Jamaïque     |
|             | Paraguay     | 2 | 2 | Burkina Faso |

1re journée
| 12 novembre 1999 | Burkina Faso | 1 - 0 | Jamaïque | Carisbrook Stadium, Dunedin                    |                                                |
| 13:45            | Compaore 12e |       |          | Spectateurs : 5 173 Arbitrage : Kyros Vassaras | Spectateurs : 5 173 Arbitrage : Kyros Vassaras |
| 13:45            | (Rapport)    |       |          | Spectateurs : 5 173 Arbitrage : Kyros Vassaras | Spectateurs : 5 173 Arbitrage : Kyros Vassaras |

| 12 novembre 1999 | Paraguay                | 2 - 0 | Qatar | Carisbrook Stadium, Dunedin                 |                                             |
| 16:00            | Fretes 37e · Guzmán 57e |       |       | Spectateurs : 5 173 Arbitrage : Mark Shield | Spectateurs : 5 173 Arbitrage : Mark Shield |
| 16:00            | (Rapport)               |       |       | Spectateurs : 5 173 Arbitrage : Mark Shield | Spectateurs : 5 173 Arbitrage : Mark Shield |

2e journée
| 14 novembre 1999 | Qatar                  | 2 - 1 | Burkina Faso | Carisbrook Stadium, Dunedin                   |                                               |
| 13:45            | Rasoul 16e (pen.), 37e |       | Kabore 57e   | Spectateurs : 4 662 Arbitrage : Carlos Batres | Spectateurs : 4 662 Arbitrage : Carlos Batres |
| 13:45            | (Rapport)              |       |              | Spectateurs : 4 662 Arbitrage : Carlos Batres | Spectateurs : 4 662 Arbitrage : Carlos Batres |

| 14 novembre 1999 | Paraguay                                                              | 5 - 0 | Jamaïque | Carisbrook Stadium, Dunedin                     |                                                 |
| 16:00            | Ferreira 11e · Da Silva 15e, 80e (pen.) · Cabrera 30e · Figueredo 43e |       |          | Spectateurs : 4 662 Arbitrage : Taj Addin Fares | Spectateurs : 4 662 Arbitrage : Taj Addin Fares |
| 16:00            | (Rapport)                                                             |       |          | Spectateurs : 4 662 Arbitrage : Taj Addin Fares | Spectateurs : 4 662 Arbitrage : Taj Addin Fares |

3e journée
| 17 novembre 1999 | Qatar                                           | 4 - 0 | Jamaïque | Carisbrook Stadium, Dunedin                      |                                                  |
| 13:45            | Rasoul 52e, 63e · Abuhamda 69e · Budawood 90+1e |       |          | Spectateurs : 2 180 Arbitrage : Costas Kapitanis | Spectateurs : 2 180 Arbitrage : Costas Kapitanis |
| 13:45            | (Rapport)                                       |       |          | Spectateurs : 2 180 Arbitrage : Costas Kapitanis | Spectateurs : 2 180 Arbitrage : Costas Kapitanis |

| 17 novembre 1999 | Paraguay                  | 2 - 2 | Burkina Faso       | Carisbrook Stadium, Dunedin                    |                                                |
| 16:00            | Cabrera 4e · Ferreira 45e |       | Ouédraogo 50e, 53e | Spectateurs : 2 180 Arbitrage : Wolfgang Stark | Spectateurs : 2 180 Arbitrage : Wolfgang Stark |
| 16:00            | (Rapport)                 |       |                    | Spectateurs : 2 180 Arbitrage : Wolfgang Stark | Spectateurs : 2 180 Arbitrage : Wolfgang Stark |

### Tableau final
|  | Quarts de finale           | Quarts de finale       | Quarts de finale       | Quarts de finale       |            |            | Demi-finales               | Demi-finales               | Demi-finales                  | Demi-finales                  |                               |                               | Finale                 | Finale                 | Finale                 | Finale                 |
|  |                            |                        |                        |                        |            |            |                            |                            |                               |                               |                               |                               |                        |                        |                        |                        |
|  | 20 novembre - Auckland     | 20 novembre - Auckland | 20 novembre - Auckland | 20 novembre - Auckland |            |            | 24 novembre - Christchurch | 24 novembre - Christchurch | 24 novembre - Christchurch    | 24 novembre - Christchurch    |                               |                               | 27 novembre - Auckland | 27 novembre - Auckland | 27 novembre - Auckland | 27 novembre - Auckland |
|  | 20 novembre - Auckland     | 20 novembre - Auckland | 20 novembre - Auckland | 20 novembre - Auckland |            |            | 24 novembre - Christchurch | 24 novembre - Christchurch | 24 novembre - Christchurch    | 24 novembre - Christchurch    |                               |                               | 27 novembre - Auckland | 27 novembre - Auckland | 27 novembre - Auckland | 27 novembre - Auckland |
|  | États-Unis                 | États-Unis             | 3                      | 3                      |            |            | 24 novembre - Christchurch | 24 novembre - Christchurch | 24 novembre - Christchurch    | 24 novembre - Christchurch    |                               |                               | 27 novembre - Auckland | 27 novembre - Auckland | 27 novembre - Auckland | 27 novembre - Auckland |
|  | États-Unis                 | États-Unis             | 3                      | 3                      |            |            | 24 novembre - Christchurch | 24 novembre - Christchurch | 24 novembre - Christchurch    | 24 novembre - Christchurch    |                               |                               | 27 novembre - Auckland | 27 novembre - Auckland | 27 novembre - Auckland | 27 novembre - Auckland |
|  | Mexique                    | Mexique                | 2                      | 2                      |            |            | 24 novembre - Christchurch | 24 novembre - Christchurch | 24 novembre - Christchurch    | 24 novembre - Christchurch    |                               |                               | 27 novembre - Auckland | 27 novembre - Auckland | 27 novembre - Auckland | 27 novembre - Auckland |
|  | Mexique                    | Mexique                | 2                      | 2                      | États-Unis | États-Unis | 2ap (6)                    | 2ap (6)                    |                               |                               |                               |                               | 27 novembre - Auckland | 27 novembre - Auckland | 27 novembre - Auckland | 27 novembre - Auckland |
|  | 21 novembre - Christchurch |                        |                        |                        | États-Unis | États-Unis | 2ap (6)                    | 2ap (6)                    |                               |                               |                               |                               | 27 novembre - Auckland | 27 novembre - Auckland | 27 novembre - Auckland | 27 novembre - Auckland |
|  |                            |                        | Australie              | Australie              | 2 tab(7)   | 2 tab(7)   |                            |                            |                               |                               |                               |                               | 27 novembre - Auckland | 27 novembre - Auckland | 27 novembre - Auckland | 27 novembre - Auckland |
|  | Australie                  | Australie              | Australie              | Australie              | 2 tab(7)   | 2 tab(7)   | 1                          | 1                          |                               |                               |                               |                               | 27 novembre - Auckland | 27 novembre - Auckland | 27 novembre - Auckland | 27 novembre - Auckland |
|  | Australie                  | Australie              | 24 novembre - Auckland |                        |            |            | 1                          | 1                          |                               |                               |                               |                               | 27 novembre - Auckland | 27 novembre - Auckland | 27 novembre - Auckland | 27 novembre - Auckland |
|  | Qatar                      | Qatar                  | 0                      | 0                      |            |            |                            |                            |                               |                               |                               |                               | 27 novembre - Auckland | 27 novembre - Auckland | 27 novembre - Auckland | 27 novembre - Auckland |
|  | Qatar                      | Qatar                  | 0                      | 0                      | Australie  | Australie  | 0ap (7)                    | 0ap (7)                    |                               |                               |                               |                               |                        |                        |                        |                        |
|  | 20 novembre - Napier       |                        |                        |                        | Australie  | Australie  | 0ap (7)                    | 0ap (7)                    |                               |                               |                               |                               |                        |                        |                        |                        |
|  |                            |                        | Brésil                 | Brésil                 | 0 tab(8)   | 0 tab(8)   |                            |                            |                               |                               |                               |                               |                        |                        |                        |                        |
|  | Ghana                      | Ghana                  | Brésil                 | Brésil                 | 0 tab(8)   | 0 tab(8)   | 3 ap                       | 3 ap                       |                               |                               |                               |                               |                        |                        |                        |                        |
|  | Ghana                      | Ghana                  |                        |                        |            |            |                            |                            |                               |                               |                               |                               |                        |                        |                        |                        |
|  | Uruguay                    | Uruguay                | 2                      | 2                      |            |            |                            |                            |                               |                               |                               |                               |                        |                        |                        |                        |
|  | Uruguay                    | Uruguay                | 2                      | 2                      | Ghana      | Ghana      | 2ap (2)                    | 2ap (2)                    | Match pour la troisième place | Match pour la troisième place | Match pour la troisième place | Match pour la troisième place |                        |                        |                        |                        |
|  | 21 novembre - Dunedin      |                        |                        |                        | Ghana      | Ghana      | 2ap (2)                    | 2ap (2)                    | Match pour la troisième place | Match pour la troisième place | Match pour la troisième place | Match pour la troisième place |                        |                        |                        |                        |
|  |                            |                        | Brésil                 | Brésil                 | 2 tab(4)   | 2 tab(4)   |                            |                            | 27 novembre - Auckland        | 27 novembre - Auckland        | 27 novembre - Auckland        | 27 novembre - Auckland        |                        |                        |                        |                        |
|  | Paraguay                   | Paraguay               | Brésil                 | Brésil                 | 2 tab(4)   | 2 tab(4)   | 1                          | 1                          | 27 novembre - Auckland        | 27 novembre - Auckland        | 27 novembre - Auckland        | 27 novembre - Auckland        |                        |                        |                        |                        |
|  | Paraguay                   | Paraguay               |                        |                        |            |            |                            | 1                          |                               |                               | États-Unis                    | États-Unis                    | 0                      | 0                      |                        |                        |
|  | Brésil                     | Brésil                 | 4                      | 4                      |            |            |                            |                            |                               |                               | États-Unis                    | États-Unis                    | 0                      | 0                      |                        |                        |
|  | Brésil                     | Brésil                 | 4                      | 4                      | Ghana      | Ghana      | 2                          | 2                          |                               |                               |                               |                               |                        |                        |                        |                        |
|  |                            |                        |                        |                        |            |            |                            |                            |                               |                               |                               |                               |                        |                        |                        |                        |

#### Quarts de finale
En quart-de-finale, les États-Unis remporte le derby continental face au Mexique et atteignent le dernier carré pour la première fois. Le Qatar quitte la compétition dominé par une sélection australienne compacte. L'Uruguay et le Paraguay sont respectivement dominés par les Ghanéens (3-2, ap) et Brésiliens (4-1), appelés à se retrouver en demi-finales.
| 20 novembre 1999 | États-Unis                             | 3 - 2 | Mexique                | North Harbour Stadium, Auckland               |                                               |
| 14:00            | Beasley 38e · Cila 43e · Beckerman 48e |       | Vallejo 2e · Yanes 70e | Spectateurs : 7 483 Arbitrage : Carlos Batres | Spectateurs : 7 483 Arbitrage : Carlos Batres |
| 14:00            | (Rapport)                              |       |                        | Spectateurs : 7 483 Arbitrage : Carlos Batres | Spectateurs : 7 483 Arbitrage : Carlos Batres |

| 20 novembre 1999 | Ghana                              | 3 - 2 a. p. · | Uruguay               | McLean Park, Napier                                |                                                    |
| 16:00            | Addo 35e, 107e · Novegil 45e (csc) |               | Olivera 9e · Leal 65e | Spectateurs : 5 600 Arbitrage : Edgar Rangel Perez | Spectateurs : 5 600 Arbitrage : Edgar Rangel Perez |
| 16:00            | (Rapport)                          |               |                       | Spectateurs : 5 600 Arbitrage : Edgar Rangel Perez | Spectateurs : 5 600 Arbitrage : Edgar Rangel Perez |

| 21 novembre 1999 | Australie    | 1 - 0 | Qatar | Queen Elizabeth II Park, Christchurch          |                                                |
| 14:00            | Di Iorio 55e |       |       | Spectateurs : 3 500 Arbitrage : Wolfgang Stark | Spectateurs : 3 500 Arbitrage : Wolfgang Stark |
| 14:00            | (Rapport)    |       |       | Spectateurs : 3 500 Arbitrage : Wolfgang Stark | Spectateurs : 3 500 Arbitrage : Wolfgang Stark |

| 21 novembre 1999 | Paraguay     | 1 - 4 | Brésil                 | Carisbrook Stadium, Dunedin                     |                                                 |
| 16:00            | Da Silva 42e |       | Leonardo 26e, 37e, 56e | Spectateurs : 7 251 Arbitrage : Taj Addin Fares | Spectateurs : 7 251 Arbitrage : Taj Addin Fares |
| 16:00            | (Rapport)    |       |                        | Spectateurs : 7 251 Arbitrage : Taj Addin Fares | Spectateurs : 7 251 Arbitrage : Taj Addin Fares |

#### Demi-finales
La demi-finale entre le Brésil et le Ghana est un combat de chef entre le champion 1997 et celui de 1995. Durant toute la rencontre et comme depuis le début du tournoi, les Auriverde provoquent de la voix et du geste leurs adversaires. Grâce à son jeu technique, la Seleçao brille et s'échappe en prenant deux buts d'avance. Mais, sous l'impulsion d'Addo futur meilleur buteur du tournoi, les Africains recollent et tiennent le score nul jusqu'à la fin de la prolongation. Les Sud-américains maîtrisent mieux l'épreuve des tirs au but et se qualifient pour leur troisième finale de la Coupe du monde des moins de 17 ans consécutives.
Les Australiens font tomber des Américains fatigués aussi aux tirs au but pour une première finale de leur part.
| 24 novembre 1999 | États-Unis               | 2 - 2 a. p. | Australie                | Queen Elizabeth II Park, Christchurch        |                                              |
| 16:00            | Donovan 36e · Onyewu 52e |             | Byrnes 2e · McDonald 35e | Spectateurs : 5 000 Arbitrage : Byron Moreno | Spectateurs : 5 000 Arbitrage : Byron Moreno |
| 16:00            | (Rapport)                |             |                          | Spectateurs : 5 000 Arbitrage : Byron Moreno | Spectateurs : 5 000 Arbitrage : Byron Moreno |
| 16:00            | Tirs au but 6-7          |             |                          | Spectateurs : 5 000 Arbitrage : Byron Moreno | Spectateurs : 5 000 Arbitrage : Byron Moreno |

| 24 novembre 1999 | Ghana                  | 2 - 2 a. p. | Brésil                          | North Harbour Stadium, Auckland                   |                                                   |
| 19:30            | Lamptey 66e · Addo 81e |             | Leonardo 26e · Tetteh 28e (csc) | Spectateurs : 12 451 Arbitrage : Costas Kapitanis | Spectateurs : 12 451 Arbitrage : Costas Kapitanis |
| 19:30            | (Rapport)              |             |                                 | Spectateurs : 12 451 Arbitrage : Costas Kapitanis | Spectateurs : 12 451 Arbitrage : Costas Kapitanis |
| 19:30            | Tirs au but 2-4        |             |                                 | Spectateurs : 12 451 Arbitrage : Costas Kapitanis | Spectateurs : 12 451 Arbitrage : Costas Kapitanis |

#### Troisième place
| 27 novembre 1999 | États-Unis | 0 - 2 | Ghana                  | North Harbour Stadium, Auckland                  |                                                  |
| 13:15            |            |       | Pimpong 35e · Addo 84e | Spectateurs : 15 675 Arbitrage : Taj Addin Fares | Spectateurs : 15 675 Arbitrage : Taj Addin Fares |
| 13:15            | (Rapport)  |       |                        | Spectateurs : 15 675 Arbitrage : Taj Addin Fares | Spectateurs : 15 675 Arbitrage : Taj Addin Fares |

#### Finale
Pour la première fois en Nouvelle-Zélande, plus de 22 000 personnes assistent à un match de football. Subissant le jeu physique des Brésiliens, les voisins australiens attendent leur tour pour tuer le match. Le scénario idéal se présente sous la forme d'une percée de Di Iorio dans la surface adverse à cinq minute du coup de sifflet final mais il croise trop sa frappe. Une fois encore, les tirs au but sont à l'honneur et le Brésil l'emporte.
| Sélectionneur :    |
| Carlos César Ramos |

| Sélectionneur : |
| Les Scheinflug  |

| Sélectionneur :    |
| Carlos César Ramos |

| Sélectionneur : |
| Les Scheinflug  |

## Récompenses

### Meilleurs buteurs
| Place | Nom                      | Équipe | Buts |
| ----- | ------------------------ | ------ | ---- |
| 1     | Ishmael Addo             | Ghana  | 7    |
| 2     | Waleed Rasoul            | Qatar  | 4    |
| .     | Leonardo Ferreira Coelho | Brésil | 4    |

### Meilleur joueur
À la fin de la compétition, la FIFA remet un Ballon d'Or au meilleur joueur du tournoi. Pour cette édition, il y a exceptionnellement 3 lauréats, qui n'ont pas été départagés par le jury : les 2 joueurs américains Landon Donovan et DaMarcus Beasley et l'Uruguayen Alvaro Meneses.

### Prix du fair-play FIFA
C'est la sélection du Mexique qui reçoit le prix du fair-play de la part d'un jury. Ce prix récompense l'état d'esprit et le jeu "propre" de l'équipe.